# Léopoldville (Schiff, 1929)

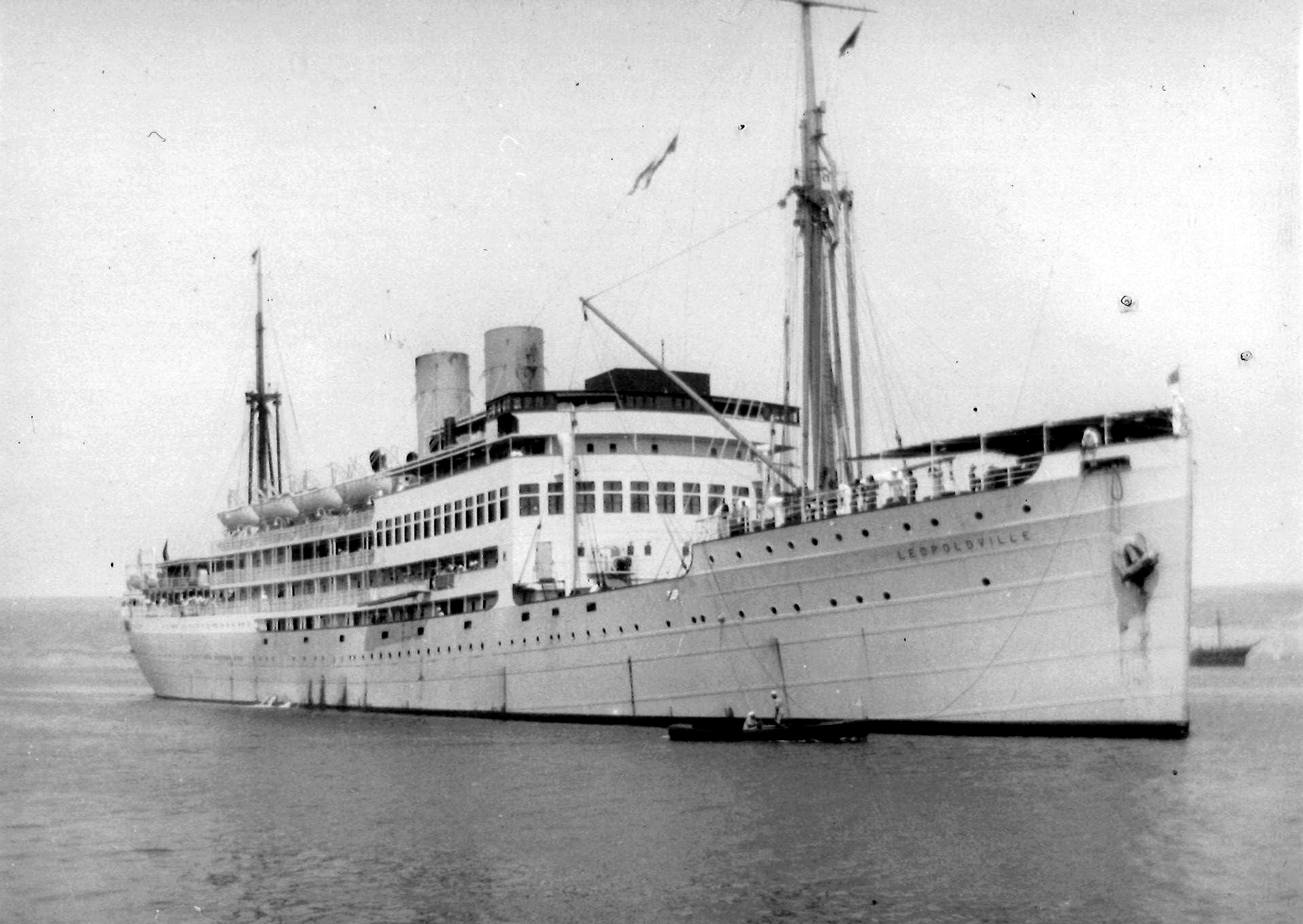
Léopoldville im Originalzustand, mit zwei Schornsteinen

Die Léopoldville (Léopoldville 5) war ein belgischer Passagierdampfer. In die Geschichte ging die Léopoldville vor allem durch ihre Versenkung durch ein deutsches U-Boot nahe Cherbourg am Weihnachtsabend 1944 ein, bei der über 800 Menschen den Tod fanden. Details über den Vorfall wurden lange Zeit zurückgehalten, weswegen die genauen Umstände des Untergangs erst Jahrzehnte nach Ende des Zweiten Weltkriegs bekannt wurden.

## Einzelheiten
Der Dampfer wurde im August 1929 auf der Werft von John Cockerill S. A. in Hoboken, einem Stadtteil von Antwerpen, für die Compagnie Belge Maritime du Congo fertiggestellt. Antwerpen war zugleich der Heimathafen des Schiffes. Benannt wurde es nach dem damaligen Namen der Hauptstadt von Belgisch-Kongo.

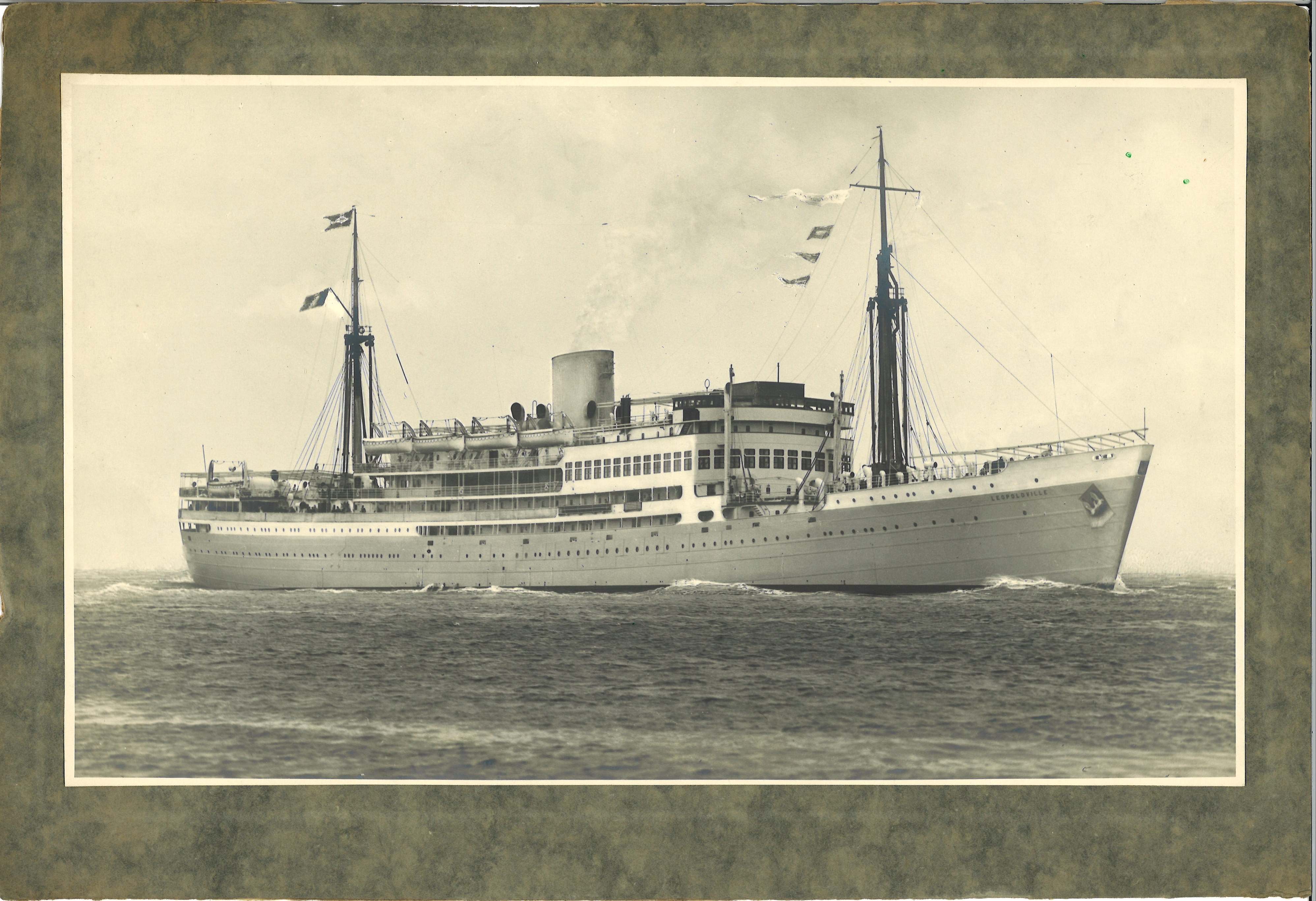
Léopoldville im umgebauten Zustand, mit neuem Bug und einem Schornstein

Das Schiff war bei der Indienststellung 149,92 Meter lang, wurde aber im Rahmen eines Umbaus und einer Rumpfverlängerung 1937 auf 157,50 Meter verlängert. Die Breite des Rumpfes betrug 18,90 Meter. Der Tiefgang bei voller Beladung lag bei etwa 10,70 Metern. Ursprünglich war die Léopoldville mit 11.172 BRT vermessen, nach dem Umbau stieg die Bruttoraumzahl auf 11.509 BRT. Eine vierfache Expansionsmaschine mit einer Leistung von 7.200 WPS (auf zwei Schrauben) verlieh der Léopoldville eine Höchstgeschwindigkeit von rund 16,5 Knoten (etwa 30,5 km/h).

## Nutzung als Passagierschiff und als Truppentransporter
Nach der Indienstnahme wurde das Schiff fast zehn Jahre lang als Passagier- und Frachtdampfer auf der Route zwischen Belgien und dem Kongo sowie entlang der westafrikanischen Küste eingesetzt. Nach dem Ausbruch des Zweiten Weltkrieges wurde das Schiff im Mai 1940, nach der Besetzung Belgiens durch die Wehrmacht und nachdem der Dampfer nach Großbritannien hatte entkommen können, vom Ministry of War Transport (MoWT) übernommen und in Liverpool zu einem Truppentransporter umgebaut. Dabei wurde die Einrichtung der Zwischendecks entfernt und es wurden zusätzlich Behelfsniedergänge und Freiräume geschaffen. Die Laderäume wurden mit Holzverschalungen ausgekleidet und unterteilt. Zudem wurde das Schiff bewaffnet.
In dieser Funktion wurde die Léopoldville ab 1941 hauptsächlich bei Truppenverlegungen im Mittelmeerraum sowie zwischen Gibraltar und Großbritannien eingesetzt. Dabei kam das Schiff auch bei der Landung der Alliierten in Nordwestafrika (Operation Torch) im Spätjahr 1942 zum Einsatz. Nach der Invasion der Alliierten in der Normandie am 6. Juni 1944 wurde das Schiff zum Transport von Soldaten von den britischen Absprunghäfen in Richtung der Normandie eingesetzt. Insgesamt transportierte die Léopoldville während ihrer rund vierjährigen Dienstzeit als Truppentransporter 124.240 alliierte Soldaten, davon alleine etwa 53.000 Mann von Großbritannien nach Frankreich zwischen Juni und November 1944. Bis zu ihrem Untergang im Dezember 1944 absolvierte die Léopoldville 24 Fahrten über den Ärmelkanal, wobei sich durchschnittlich etwa 2.200 Soldaten an Bord befanden.

## Ausrüstung und Bewaffnung als Truppentransporter
Die Léopoldville hatte 14 große Rettungsboote mit einem Fassungsvermögen von rund 800 Menschen sowie vier große Flöße an Bord, auf denen weitere 120 Personen Platz finden konnten. Zudem gab es auf dem Schiff 156 Rettungsringe und 3.250 Schwimmwesten. Da das Schiff während seiner Transportmissionen ständig von Sicherungsfahrzeugen und teils auch anderen Transportern begleitet wurde – die im Falle eines Untergangs die an Bord befindlichen Menschen hätten aufnehmen können –, betrachtete man diese Rettungskapazitäten als ausreichend.
Die Bewaffnung der Léopoldville umfasste ein 10,2-cm-Geschütz Mk. VII auf dem Achterschiff und eine 7,62-cm-Kanone auf der Back. Zudem befanden sich ein veraltetes 4,7-cm-Geschütz Mk. II für Signalzwecke, zehn 40-mm-Bofors-Flak in Zwillingslafetten und zwei einzelne 12,7-mm-Maschinengewehre an Bord. Die Besatzung bestand aus 120 Belgiern, 93 Kongolesen sowie 36 Briten, die für die Bedienung der Geschütze zuständig waren. Kommandant des Schiffes war Kapitän Charles Limbor.

## Versenkung am 24. Dezember 1944
Infolge der deutschen Ardennenoffensive im Dezember 1944 mussten schnell zusätzliche alliierte Truppen über den Kanal aufs europäische Festland verlegt werden. Im Rahmen dieser Verstärkungsmaßnahmen wurde auch die Léopoldville zu Transportfahrten herangezogen. Die Soldaten, die am Morgen des 24. Dezember 1944 an Bord des Schiffes gingen, beschrieben den Transporter als schmutzig, stickig und heruntergewirtschaftet.

### Konvoi WEP-3
Am Morgen des 24. Dezember 1944 gegen 9 Uhr verließ die Léopoldville den Hafen von Southampton und nahm Kurs auf Cherbourg; es war die 25. Kanalüberquerung des Schiffes. Der Dampfer war mit 2.235 amerikanischen Soldaten des 262. und des 264. Regiments der 66. US-Infanteriedivision beladen – die auch als die Black Panther Division bezeichnet wurde – und fuhr im Konvoi mit dem britischen Truppentransporter Chesire (welcher 2.365 Soldaten beförderte). Beide Schiffe wurden von den britischen Zerstörern Brilliant und Anthony sowie der britischen Fregatte Hotham und der freifranzösischen Fregatte Croix de Lorraine eskortiert. Die sechs Schiffe bildeten zusammen den Geleitzug WEP-3. Für die Überfahrt nach Frankreich waren etwa neun Stunden vorgesehen.
Bereits kurz nach dem Auslaufen aus Southampton frischte der Wind auf und blies mit Stärke 6 bis 7 auf der Beaufortskala. Die Wellenhöhe betrug etwa vier bis fünf Meter und viele Soldaten an Bord begannen, seekrank zu werden; zudem sank die Temperatur auf nur noch knapp über dem Gefrierpunkt ab. In diese Situation hinein platzte gegen 14:30 Uhr ein U-Boot-Alarm und die Sicherungsschiffe warfen zahlreiche Wasserbomben. Es ist allerdings ungeklärt, ob tatsächlich ein U-Boot vor Ort war oder ob ein falsch interpretierter ASDIC-Kontakt die Ursache für den Zwischenfall war. Allgemein waren im Winter 1944/45 nur noch sehr wenige deutsche U-Boote im Ärmelkanal aktiv.

### Torpedotreffer
Gegen 17:45 Uhr, der Konvoi WEP-3 stand nur noch etwa acht Seemeilen vor dem Hafen von Cherbourg, sichtete das deutsche U-Boot U 486 unter dem Kommando von Oberleutnant zur See Gerhard Meyer den herankommenden Schiffsverband. Das Schnorchel-U-Boot hatte bereits seit fast 30 Stunden vor dem Hafen auf der Lauer gelegen, um auf lohnende Ziele zu warten. Als Meyer trotz des aufziehenden Sturms und der hereinbrechenden Dämmerung die beiden großen Transporter erkannte, entschied er sich sofort zum Angriff und feuerte gegen 17:53 Uhr zwei Torpedos auf die Léopoldville ab. Der erste Torpedo lief knapp hinter dem Heck des Schiffes vorbei – und wurde auch vom Ausguck bemerkt – aber der zweite Torpedo traf um 17:54 Uhr, noch ehe die Crew ein Ausweichmanöver einleiten konnte.
Der Torpedo traf die Léopoldville auf der Steuerbordseite nahe dem achteren Laderaum No. 4. Die Folgen waren verheerend: Durch die Wucht der Explosion wurden zwei der mit Truppen belegten Behelfsdecks (Sektionen F-4 und G-4) völlig zerstört und brachen in sich zusammen. Zudem knickten die Stahlträger der Schotten in diesem Bereich ein und rissen die Niedergänge mit nach unten. Dadurch war fast kein Entkommen mehr aus diesen unteren Schiffssektionen möglich. Schätzungen zufolge kamen alleine durch diesen Torpedotreffer bereits rund 300 US-amerikanische Soldaten ums Leben. Von den 159 Soldaten, die in der Sektion F-4 untergebracht worden waren, überlebten nur sechs den Untergang.

### Untergang
Nach der Torpedierung ging die schwer beschädigte Léopoldville etwa fünfeinhalb Seemeilen vor Cherbourg vor Anker, woraufhin ein Teil der belgischen und kongolesischen Besatzung aufgrund eines falsch übermittelten Befehls das Schiff verließ. Danach dauerte es eine dreiviertel Stunde, bevor mit dem Verlassen des Schiffes begonnen wurde. Die US-Soldaten, die nach und nach aus den Laderäumen heraufströmten, wurden zunächst über die Lage nicht informiert und fanden ein weitgehend von der Besatzung verlassenes Schiff vor. Da der Transporter trotz der erheblichen Schäden nur langsam Wasser nahm, glaubten viele Soldaten, dass die Léopoldville nicht sinken würde. Hinzu kam, dass Kapitän Limbor die US-amerikanischen Offiziere nicht über notwendige Rettungsmaßnahmen und die wahre Schadenslage des Schiffes informierte und dass nur noch wenige Crewmitglieder anwesend waren, welche die US-Amerikaner in die Bedienung der Davits und der Rettungsboote hätten einweisen können. Fast eine Stunde lang standen 1.900 Soldaten zunächst untätig, wenngleich auch sehr diszipliniert, an Oberdeck und warteten auf Anweisungen, die nie kamen.
In dieser Situation hätte das Schiff eventuell noch gerettet und auf den Strand gesetzt werden können, aber Kapitän Limbor ließ aus nicht genau bekannten Gründen die Maschinen – die nicht durch den Torpedotreffer beschädigt worden waren – abschalten und den Anker werfen, vermutlich um ein Abtreiben im Sturm zu verhindern. Dadurch wurde die letzte Chance vertan, das Schiff noch zu retten.
Auch die Crews der übrigen Schiffe des Konvois schätzten die Lage falsch ein. Der Truppentransporter HMT Chesire, der während der Torpedierung nur etwa 200 Meter entfernt stand und welcher die Soldaten der Léopoldville hätte aufnehmen können, lief nach einem kurzen Stopp weiter nach Cherbourg, da die Crew annahm, dass die Eskorte die Rettung im Falle des Untergangs übernehmen würde; zudem wollte die Besatzung ihr Schiff nicht selbst einem Torpedoangriff aussetzen. Von den vier Sicherungsschiffen wiederum gingen der Zerstörer HMS Anthony und die beiden Fregatten zuerst auf die Jagd nach dem U-Boot (das später allerdings unbeschadet entkommen konnte) und so verblieb nur der Zerstörer HMS Brilliant bei der getroffenen und langsam über das Heck sinkenden Léopoldville. Der Kommandant dieses Zerstörers, Captain John Pringle, erkannte, dass das Schiff sinken würde und ging gegen 19 Uhr – trotz des hohen Wellengangs und des Sturms – bei dem Truppentransporter längsseits. Innerhalb von zwanzig Minuten stiegen rund 700 Soldaten von der Léopoldville auf den Zerstörer über. Erst jetzt brach unter den Soldaten an Bord des Dampfers Panik aus und viele sprangen ins Wasser oder versuchten die verbliebenen Beiboote abzufieren. Im Sturm und in der Dunkelheit und ohne Kenntnisse misslang dies jedoch weitgehend (nur zwei Boote mit Soldaten kamen letztlich sicher zu Wasser); mehrere Boote stürzten ab und erschlugen im Meer schwimmende Schiffbrüchige. Etwa gegen 19:30 Uhr musste die HMS Brilliant wieder von der Léopoldville ablegen, da der zunehmende Wellengang beide Schiffe stark gegeneinander schlug und der Zerstörer Schäden am Rumpf davontrug. In den folgenden 45 Minuten rettete die Besatzung der HMS Brilliant noch etwa weitere 300 Mann aus dem Wasser.
Um 20:20 Uhr, etwa zweieinhalb Stunden nach dem Torpedotreffer, kam es an Bord der Léopoldville zu einer heftigen Kesselexplosion (vermutlich, weil ein Querschott dem Wasserdruck nicht mehr standhielt und kaltes Seewasser die noch heißen Kessel berührt hatte), die das Sinken rapide beschleunigte. Innerhalb von zehn Minuten sank der große Dampfer über das Heck und riss dabei viele der im Wasser treibenden Soldaten mit sich. Ungefähr 450 weitere Soldaten ertranken oder gingen mit dem Transporter unter.
Mittlerweile waren auch aus Cherbourg zahlreiche Rettungsfahrzeuge, darunter der amerikanische Marine-Bergeschlepper USS ATR-3 (850 ts), herangekommen, konnten aber nur noch wenige Überlebende bergen. Im Sturm und in der Dunkelheit zog sich die Bergung aber über mehrere Stunden hin, der letzte Überlebende wurde erst gegen 23 Uhr gefunden. Danach wurden nur noch Leichen geborgen. Im Hafen hatte man von der Tragödie, die sich nur wenige Seemeilen entfernt abspielte, erst etwas erfahren, als die ersten Rettungsboote der Léopoldville (in denen Besatzungsmitglieder saßen) sowie der Truppentransporter HMT Chesire am Pier eintrafen. So hatten die Hafenfahrzeuge unwissend und untätig fast zwei Stunden lang vor Anker gelegen, während nur wenige Kilometer vor dem Hafen weit über 2.000 Menschen um ihr Leben kämpften. Als die Schiffe dann endlich ausschwärmten, war die Léopoldville schon fast gesunken. Insgesamt wurden von 2.235 Soldaten und 249 Besatzungsmitgliedern 1.665 Menschen gerettet (andere Quelle gibt 802 Soldaten und sechs Besatzungsmitglieder als Opferzahl an).
Den Soldaten wurde befohlen, niemandem vom Untergang des Schiffes zu erzählen, und ihre Briefe nach Hause wurden von der Armee während des restlichen Zweiten Weltkriegs zensiert. Nach dem Krieg wurden die Soldaten auch bei der Entlassung angewiesen, nicht über den Untergang der Léopoldville mit der Presse zu sprechen.

## Opfer
Über die genaue Zahl der Toten bei dieser Versenkung herrschte lange Zeit Unklarheit. Neben Kapitän Charles Limbor, der mit seinem Schiff unterging und dessen Leiche nie gefunden wurde (er war auch der einzige Offizier der Besatzung, der den Tod fand), kamen mindestens ein belgisches Crewmitglied (der Schiffszimmermann), drei Kongolesen und zwölf britische Soldaten der Geschützmannschaften ums Leben. Die Zahl der getöteten US-Soldaten wurde zunächst und wird auch heute noch teilweise mit 763 angegeben. Andere Publikationen gehen allerdings von bis zu 802 Toten unter den Angehörigen der 66. US-Infanteriedivision aus. Somit hätten bei der Versenkung der Léopoldville insgesamt 819 Menschen den Tod gefunden. Diese Zahl ist allerdings nicht vollständig gesichert, da es beispielsweise auch über die Zahl der umgekommenen britischen Seeleute widersprüchliche Angaben gibt (einige Quellen sprechen von zehn, andere von zwölf Toten). Details über die Verluste wurden teilweise erst 1995 veröffentlicht.
Für die Black Panther Division war der Weihnachtsabend 1944 der verlustreichste Tag während des gesamten Zweiten Weltkrieges. Zur Erinnerung an die getöteten und vermissten Angehörigen der 66. US-Infanteriedivision, – die Leichen von 493 amerikanischen Soldaten wurden nie gefunden  – wurde im Januar 2005 in Titusville, Florida, eine Gedenkstätte errichtet.

## Ira Rumburg
Im Chaos des Untergangs kam es an Bord der Léopoldville zu mehreren Fällen, in denen Soldaten durch besonnenen und aufopfernden Einsatz ihren eingeklemmten oder im unteren Teil des Schiffes gefangenen Kameraden beistanden. In Erinnerung blieb den Soldaten an Bord des Transporters unter anderem Colonel Ira Rumburg. Der fast 1,90 Meter große und rund 115 Kilogramm schwere Offizier ließ sich an einem Halteseil rund zehn Mal durch Löcher im Deck in die dunklen und zerstörten Laderäume hinab und zog jedes Mal zwei seiner Kameraden, die es wegen der zerstörten Treppenaufgänge nicht mehr ans Oberdeck geschafft hätten, mit hinauf. Als das Schiff nach der Kesselexplosion schnell sank, konnte Rumburg, der sich gerade im Laderaum befand, nicht mehr schnell genug an Deck gelangen und wurde von der Léopoldville mit in die Tiefe gezogen. Vermutlich hat er mit seinem tragischen Einsatz alleine rund 20 bis 25 Kameraden das Leben gerettet. Überlebende des Desasters erinnerten sich noch fünfzig Jahre später an Rumburg.

## Nachspiel
Das U-Boot U 486, das den folgenschweren Untergang verursacht hatte, entkam der etwa zwei Stunden dauernden Verfolgung durch den Zerstörer HMS Anthony und durch die beiden Fregatten unbeschädigt und torpedierte zwei Tage später vor Cherbourg auch noch die britischen Fregatten HMS Capel, die mit 76 Mann an Bord unterging, und HMS Affleck, die zwar schwer beschädigt eingebracht werden konnte, aber später infolge der Beschädigungen zum Totalverlust erklärt und außer Dienst gestellt wurde. Danach umrundete das Boot Schottland und kehrte Mitte Januar 1945 zu seiner Basis in Norwegen zurück.
Oberleutnant zur See Gerhard Meyer und die gesamte Besatzung von U 486 (47 Mann) starben am 12. April 1945, als ihr U-Boot nordwestlich von Bergen, in unmittelbarer Küstennähe, von dem britischen U-Boot HMS Tapir unter dem Kommando von Lieutenant John C. Y. Roxburgh gesichtet und mit zwei Torpedotreffern versenkt wurde, was der bislang einzige Fall blieb, dass ein U-Boot ein anderes versenkte.

## Verbleib des Wracks
Die Überreste der Léopoldville liegen heute etwa fünf Seemeilen vor dem Hafen von Cherbourg in durchschnittlich etwa 50 Metern Tiefe. Das Wrack befindet sich an der Position 49° 44′ 40″ N, 1° 36′ 40″ W und ist relativ gut erhalten und liegt auf der Backbordseite. Ein etwa 20 Meter langes Stück des Achterschiffes ist allerdings abgebrochen – vermutlich eine Folge des Torpedotreffers oder des Aufschlags auf dem Meeresboden (das Schiff berührte mit dem Heck zuerst den Grund) – und liegt auf ebenem Kiel hinter dem Hauptrumpf. Das Schiff ist als Kriegsgrab im Sinne des Protection of Military Remains Act deklariert und darf nicht betaucht werden. Vermutlich befinden sich im Inneren des Wracks noch die sterblichen Überreste von 200 bis 300 Soldaten und Seeleuten.